# 제러미 샤브리엘
제러미 샤브리엘(Jeremy Chabriel, 2001년 12월 2일 ~ )은 프랑스 태생의 오스트레일리아 배우이다. 아리엘 클레이만 감독의 영화 《소년 파르티잔》에서, 뱅상 카셀의 상대 역인 소년 알렉상드르 역을 연기하였다. 《소년 파르티잔》이 제16회 전주 국제 영화제 개막작으로 상영됨을 기념하여 샤브리엘도 방한하여 영화제에 참석하였다.